# Kabinett Kraft I
Das Kabinett Kraft I bildete vom 15. Juli 2010 bis zum 21. Juni 2012 die Landesregierung von Nordrhein-Westfalen. Die Sozialdemokratische Partei Deutschlands und die Partei Bündnis 90/Die Grünen formten nach der Landtagswahl 2010 eine Minderheitsregierung, die sich auf keine eigene parlamentarische Mehrheit stützen konnte. Das Kabinett von Ministerpräsidentin Hannelore Kraft arbeitete daher bei der Verabschiedung von Gesetzen mit wechselnden Mehrheiten.
Am 14. März 2012 wurde der Haushaltsentwurf des Kabinetts von der Mehrheit der Landtagsabgeordneten abgelehnt. Infolgedessen erklärte Kraft, Neuwahlen herbeiführen zu wollen. Noch am selben Tag beschloss der Landtag Nordrhein-Westfalen einstimmig seine Selbstauflösung. Die Neuwahl fand am 13. Mai 2012 statt.

## Abstimmung im Landtag Nordrhein-Westfalen
| Wahlgang                                                                                    | Kandidatin        | Kandidatin            | Stimmen    | Stimmenzahl | Anteil | Unterstützer | Unterstützer | Unterstützer               |
| ------------------------------------------------------------------------------------------- | ----------------- | --------------------- | ---------- | ----------- | ------ | ------------ | ------------ | -------------------------- |
| 1. Wahlgang                                                                                 |                   | Hannelore Kraft (SPD) | Ja-Stimmen | 90          | 49,7 % |              |              | SPD, Bündnis 90/Die Grünen |
| 1. Wahlgang                                                                                 | Nein-Stimmen      | Hannelore Kraft (SPD) | 81         | 44,8 %      |        |              |              | SPD, Bündnis 90/Die Grünen |
| 1. Wahlgang                                                                                 | Enthaltungen      | Hannelore Kraft (SPD) | 10         | 5,5 %       |        |              |              | SPD, Bündnis 90/Die Grünen |
| 1. Wahlgang                                                                                 | Ungültige Stimmen | Hannelore Kraft (SPD) | 0          | 0,0 %       |        |              |              | SPD, Bündnis 90/Die Grünen |
| 1. Wahlgang                                                                                 | nicht abgegeben   | Hannelore Kraft (SPD) | 0          | 0,0 %       |        |              |              | SPD, Bündnis 90/Die Grünen |
| 2. Wahlgang                                                                                 | Ja-Stimmen        | Hannelore Kraft (SPD) | 90         | 49,7 %      |        |              |              | SPD, Bündnis 90/Die Grünen |
| 2. Wahlgang                                                                                 | Nein-Stimmen      | Hannelore Kraft (SPD) | 80         | 44,2 %      |        |              |              | SPD, Bündnis 90/Die Grünen |
| 2. Wahlgang                                                                                 | Enthaltungen      | Hannelore Kraft (SPD) | 11         | 6,1 %       |        |              |              | SPD, Bündnis 90/Die Grünen |
| 2. Wahlgang                                                                                 | Ungültige Stimmen | Hannelore Kraft (SPD) | 0          | 0,0 %       |        |              |              | SPD, Bündnis 90/Die Grünen |
| 2. Wahlgang                                                                                 | nicht abgegeben   | Hannelore Kraft (SPD) | 0          | 0,0 %       |        |              |              | SPD, Bündnis 90/Die Grünen |
| Damit wurde Hannelore Kraft zur Ministerpräsidentin des Landes Nordrhein-Westfalen gewählt. |                   |                       |            |             |        |              |              |                            |

## Kabinett
| Amt                                                               | Name                   | Partei                                | Partei                                                             | Staatssekretäre                                     |
| ----------------------------------------------------------------- | ---------------------- | ------------------------------------- | ------------------------------------------------------------------ | --------------------------------------------------- |
| Ministerpräsidentin                                               | Hannelore Kraft        |                                       | SPD                                                                | Franz-Josef Lersch-Mense (Leiter der Staatskanzlei) |
| Ministerpräsidentin                                               | Hannelore Kraft        | Thomas Breustedt (Regierungssprecher) | SPD                                                                |                                                     |
| Stellvertreterin der Ministerpräsidentin                          | Sylvia Löhrmann        |                                       | B’90/Grüne                                                         |                                                     |
| Schule und Weiterbildung                                          | Sylvia Löhrmann        | Ludwig Hecke                          | B’90/Grüne                                                         |                                                     |
| Finanzen                                                          | Norbert Walter-Borjans |                                       | SPD                                                                | Rüdiger Messal                                      |
| Inneres und Kommunales                                            | Ralf Jäger             | SPD                                   | Hans-Ulrich Krüger                                                 |                                                     |
| Justiz                                                            | Thomas Kutschaty       | SPD                                   | Brigitte Mandt (bis 25. Januar 2012)                               |                                                     |
| Justiz                                                            | Thomas Kutschaty       | SPD                                   | Karl-Heinz Krems (ab 26. Mai 2012)                                 |                                                     |
| Wirtschaft, Energie, Bauen, Wohnen und Verkehr                    | Harry Voigtsberger     | SPD                                   | Günther Horzetzky                                                  |                                                     |
| Wirtschaft, Energie, Bauen, Wohnen und Verkehr                    | Harry Voigtsberger     | SPD                                   | Horst Becker (Parlamentarischer Staatssekretär, bis 14. März 2012) |                                                     |
| Innovation, Wissenschaft und Forschung                            | Svenja Schulze         | SPD                                   | Helmut Dockter                                                     |                                                     |
| Arbeit, Integration und Soziales                                  | Guntram Schneider      | SPD                                   | Wilhelm Schäffer Zülfiye Kaykin                                    |                                                     |
| Familie, Kinder, Jugend, Kultur und Sport                         | Ute Schäfer            | SPD                                   | Klaus Schäfer                                                      |                                                     |
| Klimaschutz, Umwelt, Landwirtschaft, Natur- und Verbraucherschutz | Johannes Remmel        |                                       | B’90/Grüne                                                         | Udo Paschedag                                       |
| Gesundheit, Emanzipation, Pflege und Alter                        | Barbara Steffens       | B’90/Grüne                            | Marlis Bredehorst                                                  |                                                     |
| Bundesangelegenheiten, Europa und Medien                          | Angelica Schwall-Düren |                                       | SPD                                                                | Marc Jan Eumann                                     |